# Jan Derk Domela Nieuwenhuis Nyegaard
Jan Derk Domela Nieuwenhuis Nyegaard, né le 25 juillet 1870 à Amsterdam et décédé le 4 janvier 1955, est un pasteur protestant, un écrivain, un militant flamingant et un nationaliste thiois néerlandais. Il est un proche parent du militant anarchiste Ferdinand Domela Nieuwenhuis.

## Biographie

### 1870-1914

#### Enfance
Il était le fils de Jacob Domela Nieuwenhuis, avocat et professeur à Groningue, et d’Elizabeth Rolandus Hagedoorn. Dans son enfance, Domela Nieuwenhuis était souvent malade, de sorte qu'il ne put plus aller à l'école. Il fut alors élevé à la maison par son père, son frère et par quelques professeurs privés.
Dès sa prime jeunesse, ses matières préférées étaient l'histoire, l'ethnologie, la mythologie nordique, la linguistique et l’origine des noms germaniques. Il alla à la recherche de ses origines, qui se révélèrent être danoise et norvégienne. De là son nom de famille supplémentaire Nyegaard qu’il adopta afin d’affirmer ses origines ancestrales, mais qui ne fut officiellement reconnu que par arrêté royal du 2 septembre 1922, no 86. Il admirait également la Frise et les Frisons. Il adorait tout ce qui touchait au monde germanique et, en particulier, tout ce qui était scandinave : c'est au Danemark et à la Norvège qu'il réservait son amour le plus fougueux. En outre, il était un ardent patriote et orangiste néerlandais.

#### Formation de prédicateur
Comme il avait la ferme volonté de devenir pasteur, dans les traces de son père, il alla étudier à l'école préparatoire de théologie de l'Église libre à Lausanne. Sa santé l'obligea malencontreusement à rejoindre les Pays-Bas. Sur avis médical, il décida de poursuivre ses études en Écosse. Au préalable, le 31 juillet 1893, il contracta mariage avec une fille de pasteur, Andrea Elisabeth Hermina Sijpkens. C’est avec « Elise », son épouse, avec qui il aura trois fils, qu’il partit pour l'Écosse, où il put finalement exercer son pastorat. Le jeune couple s’installa à Édimbourg. Jan Derk y suivit les cours au séminaire de l’Église libre d’Écosse (Free Church of Scotland). Comme cette église était très calviniste, alors que lui, il était luthérien, il passa à l'Église évangélique de l'Écosse (Evangelical Church of Scotland), où il put achever ses études. Le 3 mars 1895, il fut ordonné pasteur à l’église de Buccleuch.

#### Militant flamingant

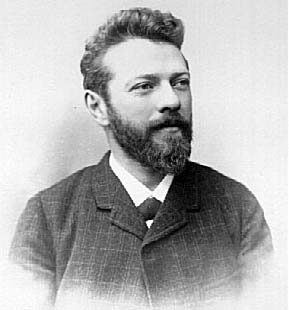
Jan Derk Domela Nieuwenhuis se fit beaucoup d'amis en Flandre, dont Julius Mac Leod (1857-1919), professeur à l’université de Gand.

De retour dans les Pays-Bas, sa formation s'avéra inadaptée à l’église luthérienne, et c'est à l'instigation du jadis célèbre théologien G.J. Vos, qu'il passa à l'Église réformée hollandaise (Nederlands Hervormde Kerk) à laquelle appartenait déjà sa femme Elise. Dr Vos, conjointement avec le prédicateur anversois Th. A. Eggenstein, lui offrit alors un poste de pasteur et professeur dans la petite paroisse de l'église de la Mission à Ostende, afin qu’il pût traverser une période de deux années après laquelle il serait acceptable pour une paroisse réformée. Quoiqu’il eût beaucoup de travail à Ostende, il était néanmoins capable de faire fleurir sa paroisse.
Lui et Elise firent connaissance avec le poète et médecin germanophile dr Eugeen van Oye, ancien élève de Guido Gezelle, qui, comme lui, était un admirateur passionné de la Scandinavie et de sa culture. À Ostende, Domela devint conscient de la lutte linguistique et commença à se solidariser avec le mouvement flamand. Il adhéra à l'Union générale néerlandaise (Algemeen Nederlandsch Verbond, ANV). À partir de 1913, juste avant la Première Guerre mondiale, il devint président d’un groupe activiste, Jong-Vlaanderen (La Jeune Flandre). Ce groupe éditait De Vlaamsche Post (La Poste flamande), un périodique nationaliste flamande, pour lequel Domela Nieuwenhuis écrivit de nombreux articles sur sa conception d’une Flandre et des Pays-Bas sous protectorat allemand ainsi que sur la création d’une alliance pangermanique : l’Alteutonenbond.

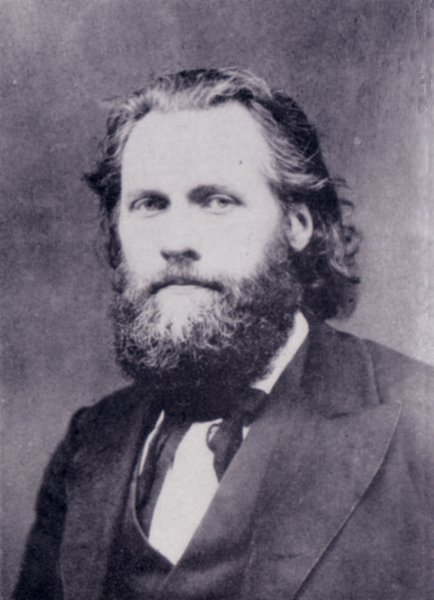
Ferdinand Domela Nieuwenhuis (1846- 1919), militant anarchiste, était l'oncle de Jan Derk.

En 1898, il accepta un poste dans la paroisse réformée d’Odijk (province d'Utrecht), mais déjà en 1903, il revint en Flandre, où il devint pasteur de la paroisse évangélique et réformée à Gand. Ce fut sans doute le professeur Paul Fredericq, membre du consistoire, qui facilita cette décision. Nommé aumônier protestant des détenus dans les prisons de Gand et de Bruges par le ministère de la Justice à Bruxelles, il devint en même temps fonctionnaire de l'État belge ; son pastorat à Gand sera très fécond. Elise le soutint courageusement dans la lutte contre l'alcoolisme et dans son travail d’évangélisation dans les quartiers pauvres de la ville. Les Domela parcoururent à plusieurs reprises la Flandre française, où Jan Derk prêcha à Dunkerque (Duinkerken) et à Roubaix (Robeke). Ils visitaient fréquemment le village de Hoorebeke-Sainte-Marie, dans le coin des gueux près d'Audenarde.
Le presbytère de Domela, sis sur la Coupure à Gand, était connu pour son hospitalité. Y séjournèrent une ou plusieurs fois : Ferdinand Domela Nieuwenhuis, militant anarchiste et oncle de Jan Derk, Henrietta Sofia Susanna Kuyper (fille de l’homme politique antirévolutionnaire) et l’étudiant en histoire Pieter Geyl. Ce dernier deviendra par la suite historien et père spirituel de l’historiographie portant sur l’ensemble des Pays-Bas, tant méridionaux que septentrionaux. Les Domela se firent de nombreux amis en Flandre : parmi eux le professeur Julius Mac Leod, éminent homme de science militant pour la néerlandisation de l'université de Gand. Son fils unique, Andries, fut catéchiste de Domela pendant quelque temps. De temps à autre, Domela donna des lectures pour l'association d'étudiants 't Zal wel gaan (Ah ! ça ira), pour le syndicat libéral des ouvriers et pour des sociétés de femmes.
Autour de 1910, il obtint un siège au sein de l’administration de la branche gantoise de l'Union générale néerlandaise. Dans ce groupe, il rencontra Hippoliet Meert, fondateur de l'ANV, Roza de Guchtenaere, le jeune Marcel Minnaert et le laryngologue dr Reimond Speleers. Progressivement, son aversion pour cet État belge qu’il considérait comme abusivement dominé par une francophonie arrogante, devint une haine amère. En mai 1914, Marcel Minnaert, Reimond Kimpe et Antoine Thiry commencèrent à éditer une revue mensuelle, De Bestuurlijke Scheiding (La Scission administrative), où ils prenaient position contre une Belgique unitaire. Domela prit un abonnement.

### 1914-1955

#### La Première Guerre mondiale
À partir d’août 1914, lorsque le pays était impliqué dans la Première Guerre mondiale, le groupe élargi de Minnaert et les siens se réunissait régulièrement à la fin de l'été. Domela le rejoindra très vite. Le 24 octobre, douze jours après l'occupation de Gand par les Allemands, ce cercle devint formellement un groupe sous le nom de Jong-Vlaanderen. Domela devint alors leur président, Kimpe leur secrétaire et Minnaert secrétaire « adjoint ». On rédigea un programme sur les principes de base dans lequel la disparition de l'État belge était exigée ainsi que la fondation d'un État flamand souverain, où la langue française n’aurait plus de place. Domela songeait à un royaume de Flandre, provisoirement sous la protection allemande, à la tête duquel figurerait un membre de la maison de Nassau. En outre, il lança l'idée d'une Alteutonenbond qui devrait inclure tous les peuples germaniques, y compris le peuple anglais, sous le gouvernement suprême et la protection militaire d’un pays central, l’Allemagne (le pays qui avait mis au point le système de protection sociale ouvrière le plus développé du monde, reconnu comme paradis des ouvriers par rapport aux pays avoisinants). À l’intérieur de cette alliance, tous les États conserveraient leur indépendance. 
À la proposition du « camarade » Leo Picard, Jong-Vlaanderen commença en février 1915 à publier le journal De Vlaamsche Post, utilisant des fonds fournis par les autorités allemandes. Picard et quelques autres membres évoluant rapidement vers une attitude moins anti-belge, des tensions graves surgirent au sein du groupe. Le 2 septembre 1915, elles aboutirent à une séparation entre les partisans de Domela et ceux de Picard. Six mois plus tard, les Allemands cessèrent leur soutien à la Vlaamsche Post, car la prise de position irréconciliable envers la Belgique ne leur convenait plus.
Jong-Vlaanderen bénéficiait d'une diffusion considérable dans les provinces de Flandre-Occidentale et de Flandre-Orientale. Des « succursales » furent créées dans de nombreux endroits. Le 1er novembre 1915, à une conférence à Gand, tous ces groupes s’unirent pour former le mouvement national Jong-Vlaanderen. Même en dehors des « Flandres » (c’est-à-dire la Flandre-Occidentale et la Flandre-Orientale), des départements apparurent, entre autres à Bruxelles, à Lierre et à Anvers. Domela s'engagea profondément dans l’activisme et, de plus, dans l’aile la plus radicale.

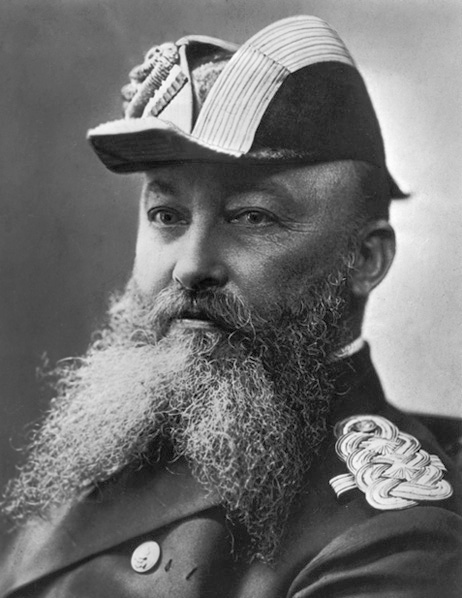
Alfred von Tirpitz (1849-1930), militaire et homme politique allemand. Jan Derk eut trois fois des entrevues avec cet homme au cours de la Première Guerre mondiale

Trois fois, en 1915, en 1917 et en 1918, il fit un voyage en Allemagne, où il eut des entrevues avec des personnalités telles que l'amiral Alfred von Tirpitz. À la fin de l'automne parut de sa main, chez l’éditeur Versluys à Amsterdam, un ouvrage, Vlaanderen bevrijd van elken Zuidelijken dwang (La Flandre libérée de toute contrainte méridionale), dans un style d'écriture emphatique et caractérisé par de nombreuses citations. Cette production littéraire, visant à propager les idéaux de Jong-Vlaanderen, fut traduite en allemand par le révérend A. Schowalter et, sous le titre Flandern Frei (La Flandre libérée), publiée à Leipzig en 1918.
À partir de mars 1916, Domela dut faire face à l'opposition allemande : son « extrémisme » déplaissait aux autorités d'occupation à Bruxelles qui commencèrent à intriguer contre De Vlaamsche Post et arrivèrent à manipuler Kimpe et Thiry de telle façon qu’ils se tournèrent contre Domela. Subséquemment, le journal fut liquidé. Après avoir incité, par la consultation populaire ou référendum du Conseil de Flandre (Raad van Vlaanderen), à la sécession de la Flandre en 1917, l'occupant allemand cessa son soutien et Domela Nieuwenhuis se vit expulser des rangs de Jong-Vlaanderen. Encore en 1917, les Allemands réussirent à obtenir la collaboration du dr Karel Bonns afin d’exclure de l'administration générale de Jong-Vlaanderen un Domela perdant toute influence dans le mouvement Jeune flamand. 
Dans la dernière année de la guerre, c'était en tant que chef de propagande qu’il devint membre du conseil d'administration du Nationalistenbond (Union des nationalistes), créé par le Gantois Jan Wannijn. Il s'agissait d'une organisation bien gérée, ne le cédant en rien à Jong-Vlaanderen quant à l'attitude anti-belge. En octobre/novembre 1918, lorsque l'effondrement de l'Empire allemand était imminent, Domela et les siens prirent la fuite pour se réfugier aux Pays-Bas, neutres pendant la guerre. L'année suivante, en 1919, la Cour d'assises de Gand le condamna à mort par contumace pour haute trahison ; il en sera fier pour le reste de sa vie.

#### L’entre-deux-guerres
Entre les deux guerres, Domela se profila de façon plus modérée. En 1919, grâce à des relations amicales, il devint pasteur de la paroisse réformée à Beetsterzwaag, mais il ne s'y sentait pas à l'aise. La tension entre libéraux et orthodoxes nuisait à la vie religieuse, de même que l'action de Domela, qui ne fut pas toujours des plus heureuses. Lui et Elise cherchaient alors à se distraire en faisant de nombreux voyages, jusqu’en Islande en 1933. Son wheeme ou presbytère était une sorte de Mecque pour les anciens activistes et admirateurs de la « Grande-Néerlande » dans les Pays-Bas septentrionaux et méridionaux des années 1920 et 1930. Il restait en contact avec ses collègues aux Pays-Bas et en Allemagne, exilés de la Flandre.
Pour obtenir l'indépendance de la Flandre, Domela n’attendait rien de la République de Weimar et, comme tant de Jeunes Flamands (Jong-Vlamingen), il défendait ardemment l’idée d’un état thiois (Héél-Nederland), c'est-à-dire d’une intégration complète des Pays-Bas, en allant de Flandre jusqu’en Frise au nord, y compris les régions les plus méridionales de la Flandre. Il collabora à de nombreux périodiques flamands de tendances nationaliste et thioise (Groot-Nederlands), comme l’hebdomadaire Vlaanderen, lequel était dirigé par le dr J. de Decker et le prêtre De Smet. Il contribua également à l’hebdomadaire De Noorderklok (Cloche du Nord), édité à Anvers, et à l’hebdomadaire De Dietsche Gedachte, de tendance nationaliste thioise, publié par Mees à Santpoort. Il ressentait une sympathie considérable pour De Dietsche Voorpost, périodique publié par Roza de Guchtenaere dans les années 1930 à Gand, au début comme mensuel mais à partir de 1937 toutes les deux semaines, et qui avait comme devise Belgica Delenda Neerlandia Una (Belgique effacée ; les Pays-Bas unis).
Si, à Gand, il publia plusieurs études historiques sur l'église en Flandre pendant la Réforme protestante, à Beetsterzwaag, il se jeta sur l'histoire de l'Église frisonne. Ainsi parut de sa main, en 1922, dans le magazine Stemmen voor Waarheid en Vrede (Voix de la Vérité et de la Paix, p. 375-380), une étude sur le réveil frison, intitulée De Mystieke Kring van Marten Jans van Houte te De Wilp en in Westerkwartier (Le cercle mystique de Marten Jans van Houte).
En 1933, à l'occasion de la commémoration de Guillaume d'Orange à Delft, il reçut l'honneur de prendre le serment d’allégeance, dont les paroles furent rédigées par Cyriel Verschaeve, à des milliers de Néerlandais et de Flamands. Accueillant l’Allemagne nouvelle d'Hitler avec une certaine sympathie, il prit, toutefois, ses distances par rapport au NSB, le Mouvement national-socialiste aux Pays-Bas, d’Anton Mussert.
Tout en désapprouvant l’antisémitisme, il suivait les nouveaux partis politiques, comme le VNV, le NSB et le Zwart Front (Front noir) dans leur concept d'un grand état thiois ; lui-même parlait de Héél-Nederland, ne voulant, toutefois, designer par cela que les régions néerlandophones.
Il collabora également à De Weg (Le Chemin), le nouvel hebdomadaire du Front national (Nationaal Front).

#### La Seconde Guerre mondiale
Quelques semaines après la fondation de cette formation, une force armée du Troisième Reich envahit les Pays-Bas, et après cinq jours de guerre, le pays devint un territoire occupé. Au début, Domela prit encore une attitude modérément bienveillante envers les occupants, ce qui lui aliéna davantage sa commune réformée.

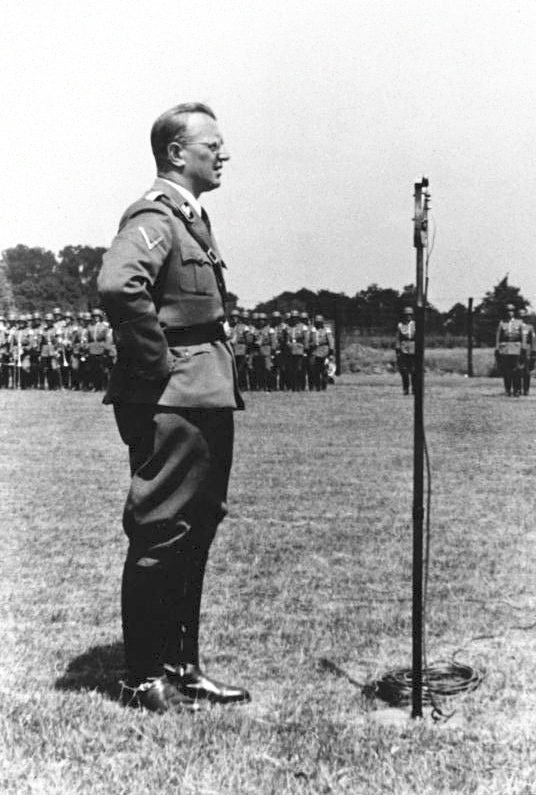
Sur la terreur nazie, Domela se prononça en des termes extrêmement virulents. Il alla jusqu'à écrire une lettre de protestation au Reichskommissar Arthur Seyß-Inquart, ici photographié lors d'un discours à La Haye en 1940.

C’est à partir de 1940 qu’il fut approché par Arnold Meijer (nl), qui allait transformer son Front noir en Front national, une organisation moins spécifiquement orientée vers le catholicisme. Lors de la séance inaugurale du Front national dans l'hôtel Carlton à La Haye, Domela tint un bref discours. Il se sentait attiré par le nationalisme thiois de Meyer et les siens, mais il ne voyait pas l’antisémitisme, ou il ne voulait pas le voir.
Après la mort de son épouse Andrea, le 20 mai 1940 et donc peu après l'invasion, il se remaria avec sa nièce, Elizabeth Nieuwenhuis. Werner Ross, Beauftragte des Reichskommissars (délégué du commissaire du Reich) de la Frise, était un parent éloigné et devint un ami qui le visitait même en uniforme dans son presbytère à Beetsterzwaag. Bientôt, pourtant, sa conviction chancelait et il s’exprima ouvertement à ce sujet, même devant Ross. Bien que Domela se prononçât de plus en plus contre le comportement de l'occupant, les villageois n’avaient plus confiance en lui ; il perdit alors son prestige dans sa commune et n'avait presque plus d'audience lors des services à l'église.
De leur part, les occupants n’appréciaient aucunement ses sentiments nationalistes thiois, ni ceux de Meyer. Toutefois, en 1941, grâce à Ross, il reçut l’autorisation de partir pour la Belgique afin d’y comparaître devant le comité de compensation d’Auguste Borms (de la Ligue nationale flamande), qui, agissant au nom des autorités allemandes, décida du montant de l’indemnisation pécuniaire des militants activistes de la guerre précédente.
Sur la terreur nazie, devenant de plus en plus étouffante, Domela s'exprima en des termes encore plus virulents. Il écrivit même une lettre de protestation au Reichskommissar Arthur Seyß-Inquart, mais Ross, qui devait remettre la lettre, ne l’avait sagement jamais fait.
Domela Nieuwenhuis Nyegaard prit sa retraite en 1943, quitta Beetsterzwaag dès que possible et retourna à Amsterdam. Dans tout le pays jusqu’au sud du Limbourg, il fera ensuite de grandes randonnées à bicyclette durant plusieurs semaines pendant lesquelles il trouvait logement chez des amis et des connaissances.
À l'automne de 1944, toujours à bicyclette, il alla visiter son jeune fils Jacob et sa famille, dans le nord, à Groningue. Le 25 septembre, Jacob, impliqué dans des actions de la résistance, fut abattu à son domicile par une patrouille de police allemande. Son père Jan Derk, qui arriva peu après le meurtre dans la maison de son fils et de sa fille Astrid, hors de lui de colère et de souffrance, ouvrit une fenêtre et lança une tirade contre « Hitler, Himmler et leur bande », et cela devant une large audience. Il fut arrêté par la patrouille, qui l’amena à l’infâme Maison Scholtens où il se comporta courageusement, tout en étant un soutien spirituel à ses codétenus. C’est grâce à l’intervention de Ross et du collègue de celui-ci dans la province de Groningue, le dr Conring, que Domela ne fut pas déporté en Allemagne pour y disparaître dans la nuit et le brouillard, mais qu’il fut banni à l'île de Schiermonnikoog pour le reste de la durée de la guerre.

#### L’Après-guerre
Après la libération, Domela revint au continent. Le 27 mars 1946, à Amsterdam, il se remaria avec sa nièce Elisabeth Francisca Nieuwenhuis, qui était artiste peintre.  Bien que le faire-part du décès de son fils Edzard, mort dans un camp de prisonniers japonais, l'eût profondément saisi, il possédait encore suffisamment de résistance pour pouvoir surmonter la perte de cet enfant, qui avait toujours partagé ses opinions politiques, et pour se remettre en contact avec les partisans d’esprit nationaliste thiois (Héél-Nederlands) dans son propre pays et en Flandre. Par l’intermédiaire de l’Association des Pays-Bas de Lode van Dullemens (Verbond der Lage Landen ; une organisation fondée dans le but de propager l’idée de l’unification des Pays-Bas), il put s’approcher des Flamands du groupe Vive le Gueux-De Blauwvoet (1947-1949). De ce groupe naquit le magazine Het Pennoen (Le Pennon), dont Domela devint « patron et conseiller » et pour lequel il écrivit de nombreux articles.

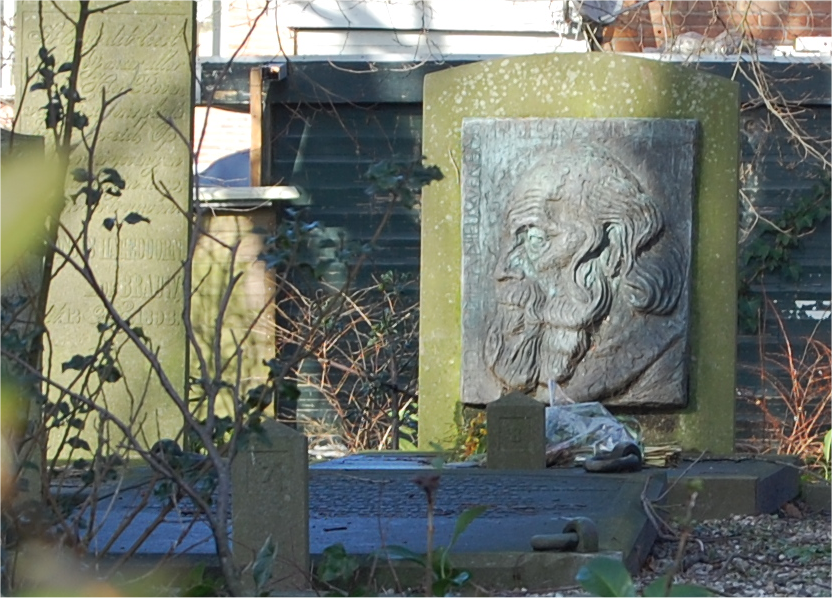
Tombe de Jan Derk Domela Nieuwenhuis Nyegaard à Woerden.

Au cours de l’année 1954, ses forces diminuèrent rapidement. Décédé le 4 janvier 1955, il fut enterré dans une tombe d’honneur d'un cimetière privé (celui de la famille Groeneveld) à Woerden (rue De Brauwstraat), où il était pasteur vers la fin de sa vie. Son éloge funèbre fut prononcé, lors de l’inhumation, par le prof. dr Marcel Minnaert, qui était un de ses camarades activistes.
Domela a été décrit comme un rêveur romantique à ne pas trop prendre au sérieux. Son extrémisme était trop visionnaire aux yeux de beaucoup de gens en Flandre et aux Pays-Bas, et il a souvent été discrédité et désavoué par ceux qu'il voulait attirer. Il aimait beaucoup la Flandre ; à la longue, peut-être plus que les Pays-Bas. Sans aucun doute, ce personnage remarquable a contribué à la politisation du mouvement flamand. Pour ce qui est de sa vie intime, il vivait quasiment comme un ascète. Il était un végétarien et un abstème et, dans sa maison, il appréciait la simplicité.

## Source principale
- (nl) Buning, Lammert.  « Domela Nieuwenhuis, Jan Derk (1870-1955) », in : Biografisch Woordenboek van Nederland, La Haye, 1979, vol. I, [version numérique sur le site web www.historici.nl, consulté le 13 mars 2008].